# Jaskółka rdzawogłowa
Jaskółka rdzawogłowa (Hirundo smithii) – gatunek ptaka z rodziny jaskółkowatych (Hirundinidae). Występuje w Afryce i Azji.

## Taksonomia
Po raz pierwszy gatunek opisał William Elford Leach w 1818. Nadał mu nazwę Hirundo Smithii. Holotyp pochodził z Chisalla Island w Demokratycznej Republice Konga. Nazwa jest obecnie (2020) uznawana przez Międzynarodowy Komitet Ornitologiczny. Wyróżnia on dwa podgatunki.

## Podgatunki i zasięg występowania
Wyróżniono dwa podgatunki H. smithii:
- jaskółka rdzawogłowa (H. s. smithii) – Czarna Afryka – od Senegalu, południowego Mali i centralnego Wybrzeża Kości Słoniowej na wschód po centralny i południowo-wschodni Sudan, Sudan Południowy, Etiopię i Somalię, dalej na południe po północną Namibię, północną Botswanę i północno-wschodnie RPA[3]
- jaskółka drutosterna (H. s. filifera) – południowy Uzbekistan i południowy Tadżykistan, Afganistan, Pakistan, Indie, południowo-zachodni Nepal, Mjanma, północna Tajlandia, Laos, Kambodża i centralny Wietnam[3]

## Morfologia
Długość ciała wynosi 14–21 cm; masa ciała 9–17 g. Wierzch ciała błyszcząco niebieskoczarny, kuper rudy, w ogonie widnieją długie widełki. Spód rdzawy z białą maską i górną częścią piersi.

## Ekologia i zachowanie
Środowiskiem życia jaskółki rdzawogłowej są obszary trawiaste, sawanna, otwarte obszary leśne, tereny przecinki, obszary upraw i siedliska ludzkie. Poluje na owady w powietrzu, niekiedy z innymi jaskółkami, na przykład szarorzytką (Pseudhirundo griseopyga) i jaskółką abisyńską (Hirundo abyssinica). Zjada m.in. chrząszcze, pluskwiaki, motyle i muchówki.

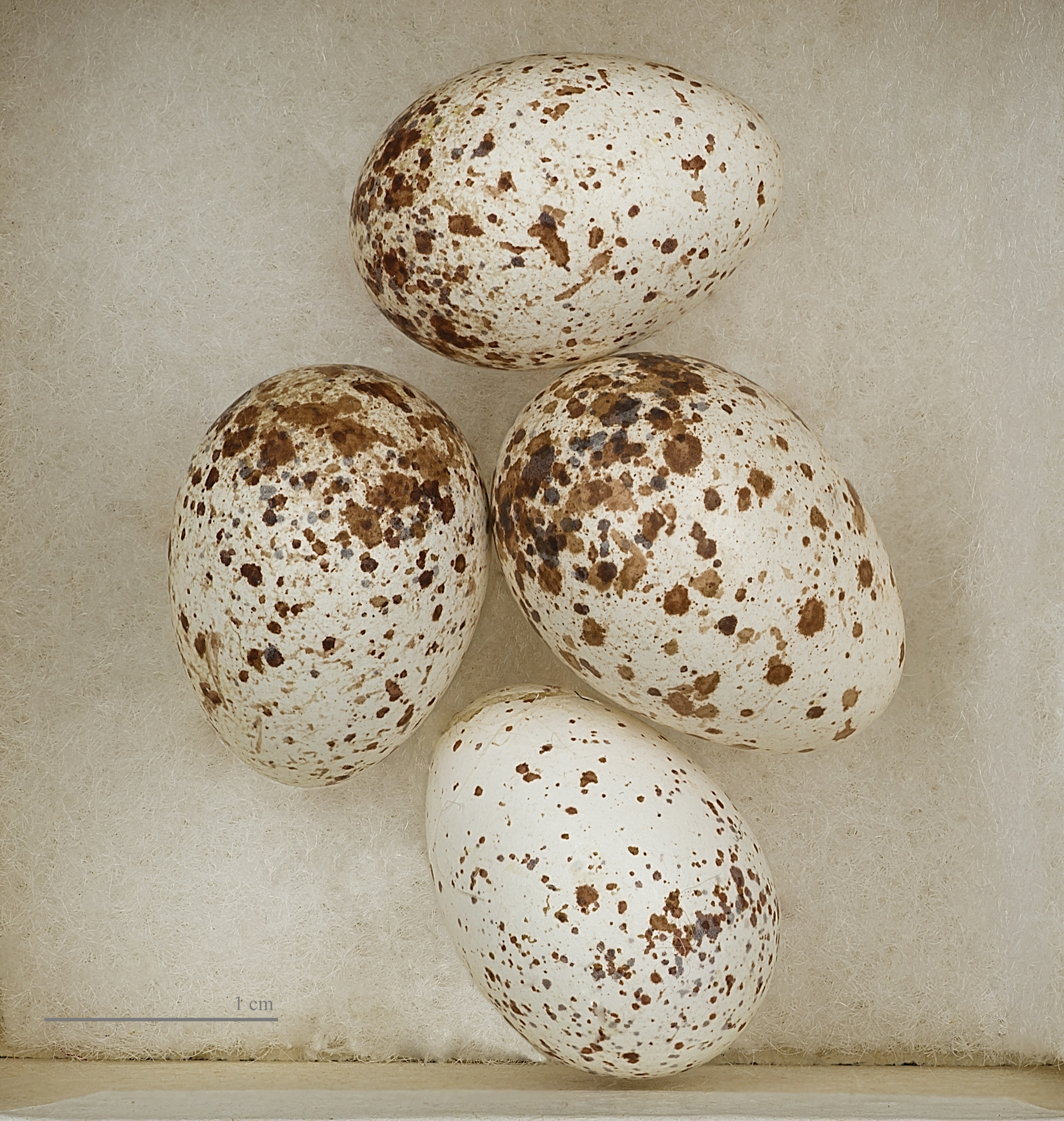
Jaja jaskółki rdzawogłowej

### Lęgi
Jaskółka rdzawogłowa jest monogamiczna, gniazduje samotnie. Gniazdo budują oba ptaki z pary, zajmuje im to około tygodnia. Ma formę płytkiego kubeczka zbudowanego z kawałków błota i wyściełanego łodygami, źdźbłami traw i pierzem. Zwykle jaskółki umieszczają je na obiekcie pochodzenia antropogenicznego. To samo gniazdo używane jest kilka sezonów, ptaki naprawiają swoją konstrukcję przed złożeniem jaj. W zniesieniu jest ich 2–4, wysiaduje je samica przez 14–19 dni. Przez kilka pierwszych dni życia z pisklętami przebywa samica. Młode są karmione przez oba ptaki z pary. Po 15–24 dniach opuszczają gniazdo, ale jeszcze 3–4 tygodnie śpią w nim, prawdopodobnie aż do złożenia następnych jaj.

## Status
IUCN uznaje jaskółkę rdzawogłową za gatunek najmniejszej troski (LC, Least Concern) nieprzerwanie od 1988 (stan w 2020). BirdLife International uznaje trend populacji za rosnący.